# 徐威 (马楚)
徐威（?—?），五代十国楚国官员。
徐威在楚国担任马步都指挥使。乾祐三年（950年），马希萼夺得弟弟马希广的楚王之位。派徐威和左右军马步使陈敬迁、水军都指挥使鲁公绾、牙内侍卫指挥使陆孟俊率军队在长沙城西北角安营，用以防备朗州王逵的军队。服役的将士没有被慰抚，怨恨忿怒，谋划作乱。广顺元年（951年）九月十九日，马希萼宴请将领官吏，徐威等人不参加，派人驱赶十几匹劣马进入府中，徐威等随后亲领部下手持斧头、白木棍棒，声称来抓劣马，闯到宴席上，任意砍杀赴宴的人。马希萼翻墙逃跑，被徐威等人抓住囚禁。徐威等拥立马希崇为武安留后，纵兵抢掠。将马希萼幽禁在衡山县。徐威等人见马希崇不能成功，打算杀死马希崇。马希崇秘密派人到南唐请求出兵，李璟命边镐从袁州领兵一万赶赴长沙，灭亡了楚国。